# Нижняя Васильевка (микрорайон)
Нижняя Васильевка — микрорайон в Орджоникидзевском районе города Перми Пермского края России.

## География
Микрорайон находится на западном берегу залива Камского водохранилища при впадении речки Васильевка в Чусовую. Представляет собой массив частных домов. С севера ограничен оврагом, отделяющим его от микрорайона Малые Реки, с запада железной дорогой, с юга границей жилой застройки, примыкающей к лесному массиву.

## История
Заселение данной местности началось в начале 1950-х годов, когда в зону затопления Камской ГЭС вошли несколько близлежащих населённых пунктов. Старая деревня Васильевка находилась в районе дач у Чусовского водозабора. Новый населённый пункт известен с 1963 года, когда был передан из Верхне-Муллинского района (ныне Пермский район) в подчинение Лядовского поселкового совета. В 1972 году Нижняя Васильевка вошла в состав Перми.

## Улицы
Основная улица микрорайона Куликовская (в меридиональном направлении), параллельно ей проходит вдоль железной дороги улица Стрелка. Перпендикулярно (с севера на юг) проходят улицы: Иркутская, Залесная, Сургутская, Слудская, Акмолинская, Декабря, Логовая, Шадринская и Хуторская.

## Транспорт
К северо-западу от микрорайона расположена железнодорожная станция Голованово. От станции можно уехать в другие района города автобусами маршрутов 22, 32 и 58. Наиболее близко к микрорайону указанные маршруты подходят у своей конечной остановки «микрорайон Васильевка» в Верхней Васильевке, расположенной к западу от Нижней Васильевки через железную дорогу.